# Michael Schimpelsberger
Michael Schimpelsberger (* 12. Februar 1991 in Linz) ist ein österreichischer Fußballspieler. Er spielt hauptsächlich auf der Position des rechten Verteidigers, kommt aber fallweise auch als Innenverteidiger oder defensiver Mittelfeldspieler zum Einsatz und gilt daher als Defensiv-Allrounder.

## Karriere
Nachdem Schimpelsberger im Alter von sieben Jahren beim oberösterreichischen Unterhausklub Union Neuhofen/Krems seine ersten fußballerischen Schritte unternahm, wurden Talentesucher schon bald auf den kleinen „Mike“ aufmerksam. Im Alter von elf Jahren wechselte er 2002 in die Nachwuchsabteilung des Hauptstadtklubs LASK Linz. Gleichzeitig spielte er für die Schulmannschaft der Sport-Hauptschule Kleinmünchen, mit der er 2004 die Bundesmeisterschaft der Fußball-Schülerliga gewann. Im Sommer 2005 wechselte Schimpelsberger in die Fußballakademie des FK Austria Wien, wo er jedoch nur bis zum Winter 2006 blieb, weil ein neuerlicher Wechsel in die Fußballakademie des FC Red Bull Salzburg folgte.
Nachdem er sich mittlerweile zum Stammspieler der österreichischen U-17-Nationalmannschaft entwickelte, wurden internationale Talentesucher auf Schimpelsberger aufmerksam. Im Jänner 2008 erhielt er ein Angebot des FC Twente Enschede, worauf er zu den Niederländern wechselte. Dort kam er vorerst in der U-19-Mannschaft zum Einsatz und wurde jedoch bereits im Sommer 2008 in die zweite Mannschaft des niederländischen Spitzenklubs übernommen.
Nachdem er im Sommer 2010 mit der österreichischen Nationalmannschaft an der Endrunde der U-19-Europameisterschaft teilgenommen hatte, wo er in zwei Spielen als Mannschaftskapitän zum Einsatz kam, wurde Schimpelsberger von Trainer Michel Preud’homme ebenso in den Kader der ersten Mannschaft des FC Twente Enschede aufgenommen. Am 30. Oktober 2010 kam Schimpelsberger beim 1:0-Auswärtssieg bei der PSV Eindhoven zu seinem Debüt als Fußballprofi, als er in der 63. Spielminute anstelle von Thilo Leugers eingewechselt wurde. Nur drei Tage später, am 2. November 2010, durfte er sein internationales Profidebüt bestreiten. Im Auswärtsspiel der Champions League bei Werder Bremen wurde Schimpelsberger in der 76. Spielminute anstelle von Rasmus Bengtsson eingewechselt, um fünf Minuten später das 1:0 für Twente Enschede durch Nacer Chadli vorzubereiten. Im Winter 2010 wechselte er für eine kolportierte Ablösesumme von 250.000 Euro zum SK Rapid Wien zurück nach Österreich. Nachdem der Vertrag mit dem SK Rapid Wien nicht verlängert worden war, wechselte er im Sommer 2016 ablösefrei zum Zweitligisten FC Wacker Innsbruck. Mit Innsbruck stieg er 2018 in die Bundesliga auf. Mit Wacker musste er 2019 wieder aus der Bundesliga absteigen, woraufhin er Innsbruck verließ.
Im Jänner 2020 wechselte er zum Bundesligisten SKN St. Pölten, bei dem er einen bis Juni 2021 laufenden Vertrag erhielt. Beim SKN Spielte er allerdings keine Rolle und kam nur zu zwei Bundesligaeinsätzen, ehe er schließlich im Oktober 2020 seinen Vertrag in Niederösterreich auflöste. Nach mehreren Monaten ohne Verein wechselte er im Februar 2021 zum Regionalligisten FC Wels. Für die Welser kam er allerdings aufgrund des COVID-bedingten Saisonabbruchs nie zum Einsatz.
Zur Saison 2021/22 schloss er sich dem fünftklassigen ATSV Sattledt an.

## Erfolge
- 1× Niederländischer Pokalsieger: 2011[13][14]
- 1× Österreichischer Meister der Fußball-Schülerliga 2004